# Chris Rene
Christopher "Chris" Rene est un rappeur et chanteur américain, issu de la première saison du télé-crochet américain The X Factor, dont il finit troisième derrière Melanie Amaro et Josh Krajcik.

## Performances lors deThe X Factor
| Performance    | Thème                                           | Chanson                                             | Artiste                           | Ordre | Résultat                  |
| -------------- | ----------------------------------------------- | --------------------------------------------------- | --------------------------------- | ----- | ------------------------- |
| Audition       | Free choice                                     | "Young Homie" (original composition)                | Chris Rene                        | NC    | Through to Bootcamp       |
| Bootcamp 1     | Judge's choice                                  | "Sexual Healing"                                    | Marvin Gaye                       | NC    | Advanced                  |
| Bootcamp 2     | Judge's choice                                  | "What's Going On"                                   | Marvin Gaye                       | NC    | Advanced                  |
| Bootcamp 3     | Auditioner's choice                             | "Every Breath You Take"                             | The Police                        | NC    | Through to judges' houses |
| Judges' houses | Solo                                            | "Everyday People"                                   | Sly and the Family Stone          | NC    | Through to live shows     |
| Week 1         | NC                                              | "Love Don't Live Here Anymore"                      | Rose Royce                        | 2     | Saved by L.A. Reid        |
| Week 2         | Judges' choice                                  | "Superstar"                                         | Delaney & Bonnie                  | 2     | Safe (7th)                |
| Week 3         | Songs from movies                               | "Gangsta's Paradise"                                | Coolio/L.V.; Dangerous Minds      | 10    | Safe (7th)                |
| Week 4         | Rock                                            | "No Woman, No Cry"/"Everythings's Gonna Be Alright" | Bob Marley & The Wailers/Sweetbox | 3     | Safe (5th)                |
| Week 5         | Giving Thanks                                   | "Let It Be"/"Young Homie"                           | "The Beatles"/Chris Rene          | 4     | Safe (5th)                |
| Week 6         | Michael Jackson                                 | "I'll Be There"                                     | The Jackson 5                     | 6     | Safe (3rd)                |
| Week 7         | Dance Music Hits                                | "Live Your Life                                     | T.I./Rihanna                      | 5     | Safe (2nd)                |
| Week 7         | "Save Me" songs                                 | "Where Do We Go from Here" (original composition)   | Chris Rene                        | 10    | Safe (2nd)                |
| Week 8         | Pepsi Challenge songs                           | "Fly"                                               | Sugar Ray                         | 2     | Safe (2nd)                |
| Week 8         | "Get Me to the Final" songs (no specific theme) | "No One"                                            | Alicia Keys                       | 6     | Safe (2nd)                |
| Final          | Duet with invited guest                         | "Complicated"                                       | Avril Lavigne                     | 2     | Third place (3rd)         |
| Final          | Audition song                                   | Young Homie (original composition)                  | Chris Rene                        | 5     | Third place (3rd)         |
| Final          | Christmas songs                                 | "Have Yourself a Merry Little Christmas"            | Judy Garland                      | 2     | Third place (3rd)         |

## Discographie

### Albums

#### Album studio
| Titre          | Détails                                                                            | Classement | Classement |
| Titre          | Détails                                                                            | US         | NZ         |
| -------------- | ---------------------------------------------------------------------------------- | ---------- | ---------- |
| I'm Right Here | - Release: October 2, 2012 - Label: Syco, Sony BMG - Formats: CD, digital download | 55         | 8          |

#### Album indépendant
| Titre      | Détails                                                  | Notes |
| ---------- | -------------------------------------------------------- | ----- |
| Soul'd Out | - Released: July 21, 2009 - Format: CD, digital download |       |

## Singles
| Année | Titre              | Peak chart positions | Peak chart positions | Peak chart positions | Certifications    | Album          |
| Année | Titre              | US                   | NZ                   | CAN                  | Certifications    | Album          |
| ----- | ------------------ | -------------------- | -------------------- | -------------------- | ----------------- | -------------- |
| 2012  | "Young Homie"      | 101                  | 1                    | 72                   | - RIANZ: Platinum | I'm Right Here |
| 2012  | "Trouble"          | 100                  | 10                   | —                    | - RIANZ: Gold     | I'm Right Here |
| 2012  | "Rockin' With You" | —                    | 26                   | —                    |                   | I'm Right Here |

## Autre
| Titre                                 |
| ------------------------------------- |
| "Where Do We Go from Here"            |
| "The Same Blood"[citation nécessaire] |
| "So Confused"[citation nécessaire]    |

### Apparitions
- "Ain't Goin' Nowhere" - Rich Tycoon (ft. Chris Rene)
- "Crazy" / "It's ok" / "Just for Tonight" - Mac Jar monikape  (ft. Chris Rene)
- "Dis Shit Knockz" - Fury Figeroa (ft. Ross Rock, Chris Rene & Jesse James)[citation nécessaire]
- "Fastlane" / RIP Aziz - Hungry & Hated (ft. Chris Rene)[citation nécessaire]
- "Half of What You Got" - Playz (ft. Giant & Chris Rene)[citation nécessaire]
- "In 2 Deep" - Famouz (ft. Chris Rene & Cait La Dee)[citation nécessaire]
- "The Calm Before Before the Storm" - Sincere (ft. Chris Rene)
- "Who U B?" - Fury Figeroa (ft. Chris Rene][citation nécessaire]
- "Is It So" - Sincere (ft.Chris Rene)[citation nécessaire]
- "Worl O Luv" - Super Tough/ Dance Worm (ft. Chris Rene & Rankin' Scroo)
- " Hollywood Lyfe" Dylan Synclaire (ft. Chris Rene)

## Vidéos
| Titre         | Année | Artiste    | Director    |
| ------------- | ----- | ---------- | ----------- |
| "Young Homie" | 2012  | Chris Rene | Jeremy Rall |
| "Trouble"     | 2012  | Chris Rene | Honey       |